# Důl Nevřeň
Důl Nevřeň je historický hlubinný důl v oblasti ložisek kaolinových arkóz v okrese Plzeň-sever. Důl, který se nachází na katastru obce Nevřeň a od roku 2016 je v majetku této obce, je od června roku 2019 zpřístupněn veřejnosti a od dubna roku 2023 chráněn jako kulturní památka ČR. Památková ochrana se vztahuje také na pozůstatky po povrchové těžbě kaolinu v lokalitě Ve spadlinách, retenční nádrž a prostor bývalé plavírny vytěženého kaolinu.

## Kaolinové ložisko Nevřeň
Ložisko kaolinových arkóz, které se nachází ve svazích zalesněného kopce na levém břehu říčky Třemošné severovýchodně od obce Nevřeň, sestává ze dvou částí. První část zahrnuje oblast, kde byla v druhé polovině 19. století probíhala těžba povrchovým i hlubinným způsobem. Druhou část představuje tzv. Stejskalský les o celkové rozloze 182 ha, zahrnující lesy Dlouhý, Smrčí, Stejskalský, Dubí a Ovčí. Stejskalský les měl jiné majitele, než zmíněná první část ložiska - patřil k velkostatku rodiny Wopršálkovy v Nekmíři a Kokořově. Jednalo se o potomky plzeňského právníka JUDr. Stanislava Wopršálka, který v roce 1895 koupil od Lobkowitzů celé panství, jehož součástí byla i Nevřeň. Ve 20. a 30. letech 20. století zde majitelé nechali provést geologický průzkum. Celkem bylo v této oblasti vyraženo 26 průzkumných šachtic až do hloubky 26 metrů, avšak nepříliš kvalitní kaolin byl nalezen jen ve šesti z nich,v důsledku čehož firma Západočeské kaolinky odmítla nabídku rodiny Wopršálkovy na otevření a provozování dolu.

## Historie
V druhé polovině 19. století se ves Nevřeň v důsledku těžby kaolinu a posléze také černého uhlí proměnila v horní osadu. Zpočátku se kaolin těžil v lomech na povrchu, těžbu kaolinových arkóz v hlubinném dole zahájil v roce 1870 podnikatel Süsse, který zde do roku 1873 vlastnil také úpravnu vytěžené horniny. Následovali vlastníci Wimperger (1873 - 1876), Marcel (1876 -1879) a Pinkas (1879 - 1884). V roce 1884 ložisko odkoupil podnikatel Wedell (původním jménem Wedeles), který těžbu podstatně zmodernizoval. Nechal pořídit parní stroj a v dole zavedl kolejovou dopravu. Důlní chodby dosahovaly šířky až šesti metrů a výšky až 12 metrů (některé zdroje uvádějí až 18 metrů). Vytěženou surovinu odváželi místní rolníci svými povozy na nádraží do Kozolup a později do Třemošné. Objem denní těžby v dané době představoval dva až tři vagóny, tj. 20 až 30 tun.

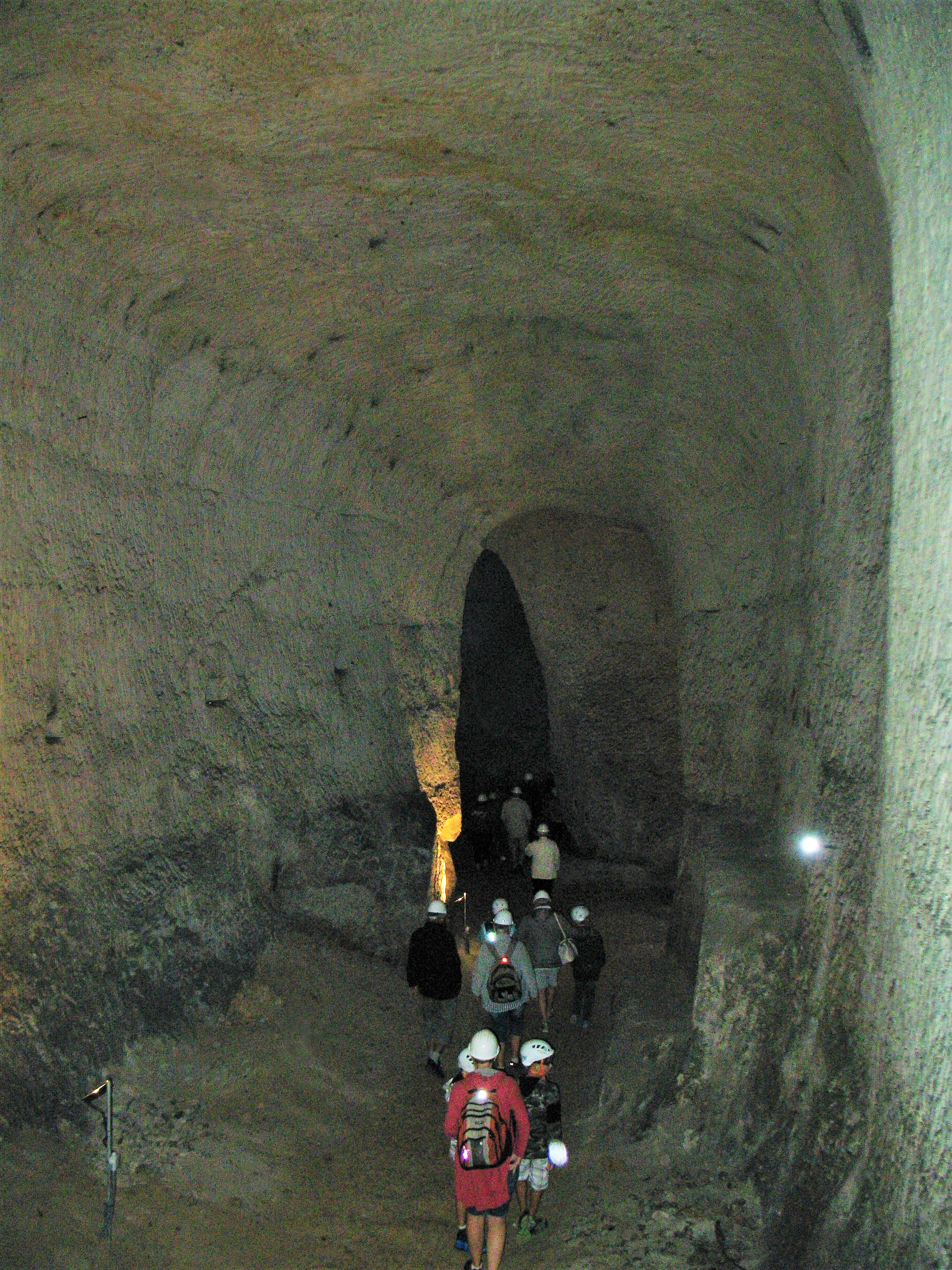
Návštěvníci v dole

Doprava materiálu po neudržovaných místních komunikacích však byla značně obtížná, navíc hornina byla velmi tvrdá a obsahovala jen 12 až 14% kaolinu. Když Leo Wedell získal  pozemky v nedalekých Ledcích, které měly výhodnější polohu, rozhodl se v roce 1897 nevřeňský důl uzavřít a veškeré těžební zařízení  přesunul do Ledců. K určitým pokusům o obnovení hlubinné těžby kaolinu v Nevřeni zřejmě došlo kolem roku 1920, jak tomu mj. nasvědčuje datum na stěně jedné ze štol, avšak těžba nakonec obnovena nebyla.
Kolem roku 1915 byla v Nevřeni zahájena těžba černého uhlí, které bylo používáno v domácnostech i v místních průmyslových provozech. Těžilo se ve třech dolech, největší důl Irene dosáhl hloubky 43 metrů. Těžba černého uhlí byla v Nevřeni zastavena koncem roku 1925.

### Zpřístupnění dolu
Po téměř století zůstal nevřeňský kaolinový důl opuštěný a uzavřený, i když někteří odvážlivci do něj občas pronikli a zanechali v něm nejen různé nápisy a vlastní výtvory, ale i odpadky a poničené stěny chodeb. K významné změně došlo až v druhé dekádě 21. století, kdy bylo v Nevřeni na místě vyhořelého hostince vybudováno moderní víceúčelové zařízení Centrum Caolinum. Návštěvnické Centrum Caolinum s multimediální expozicí o geologické minulosti a historii těžby kaolinu v oblasti Nevřeně bylo otevřeno v roce 2014. V roce 2016 převedlo Ministerstvo životního prostředí ČR bývalý hlubinný důl do majetku obce Nevřeň. Záměrům Nevřeňských otevřít pro veřejnost obtížně dostupný důl (přístup byl dosud možný jen šest metrů dlouhou skruží) napomohla i skutečnosti, že si zdejší podzemí vybrali filmaři pro natáčení některých exteriérů pohádky režiséra Marka Najbrta Čertí brko. Právě s pomocí filmařů byl vybudován nový vstupní portál a přístupová chodba do dolu. Částkou 100 000 korun na zavedení elektřiny v dole přispěl i Krajský úřad Plzeňského kraje. Po pečlivých úpravách byl kaolinový důl v Nevření zpřístupněn veřejnosti 15. června 2019.

## Přístup
K dolu vede od Centra Caolinum v Nevřeni zhruba 1 km dlouhá naučná stezka "Pod zemí" s panely věnovanými jednotlivým druhům živočichů, rostlin i lidské činnosti, spjatým s životem pod zemí. Během návštěvnické sezóny je důl přístupný o víkendech, v měsících červenci a srpnu zpravidla navíc ještě také v úterý. Je doporučeno objednání návštěvy dolu prostřednictvím rezervačního systému Centra Caolinum.

## Galerie

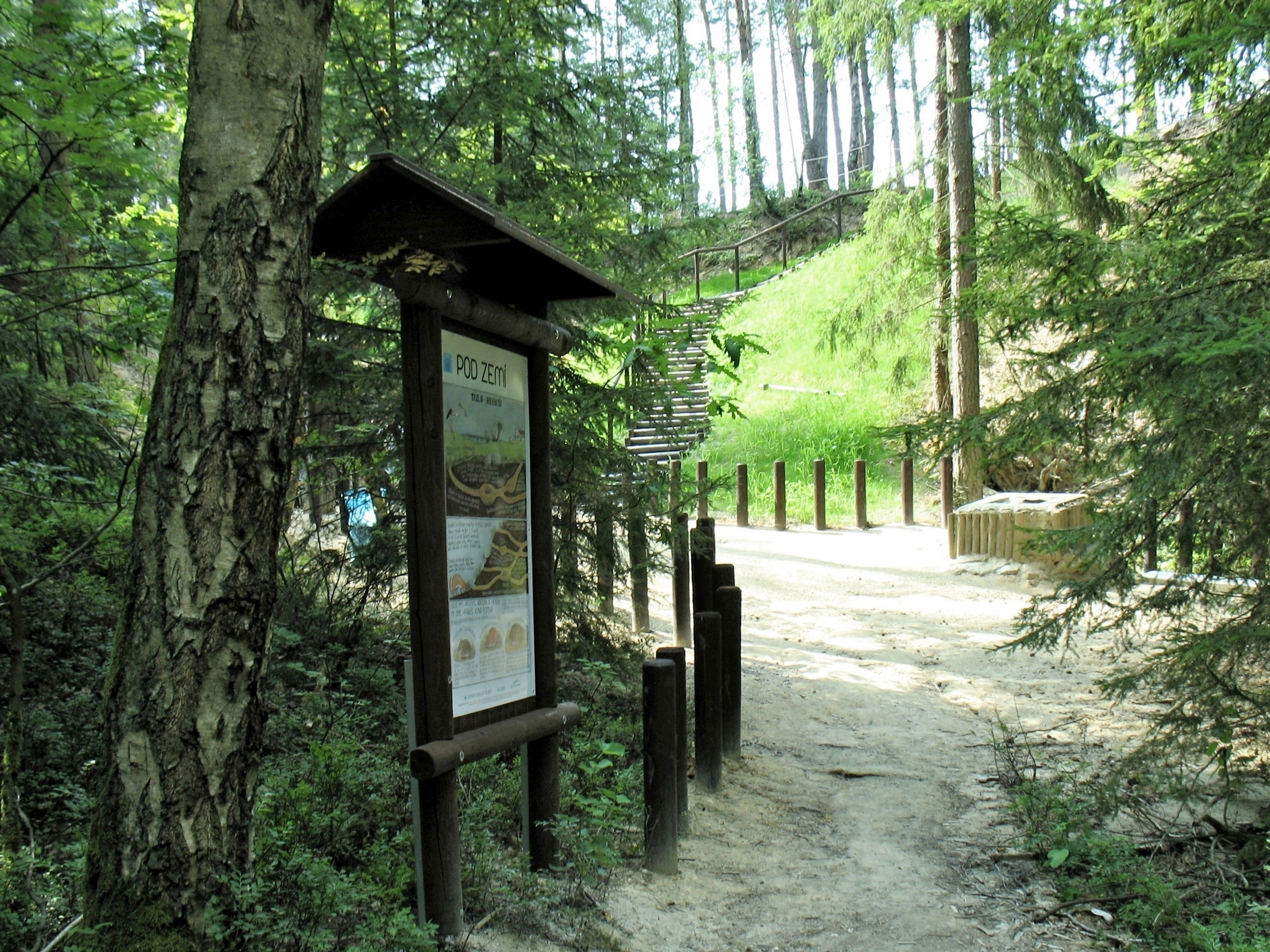
Jeden ze závěrečných panelů naučné stezky
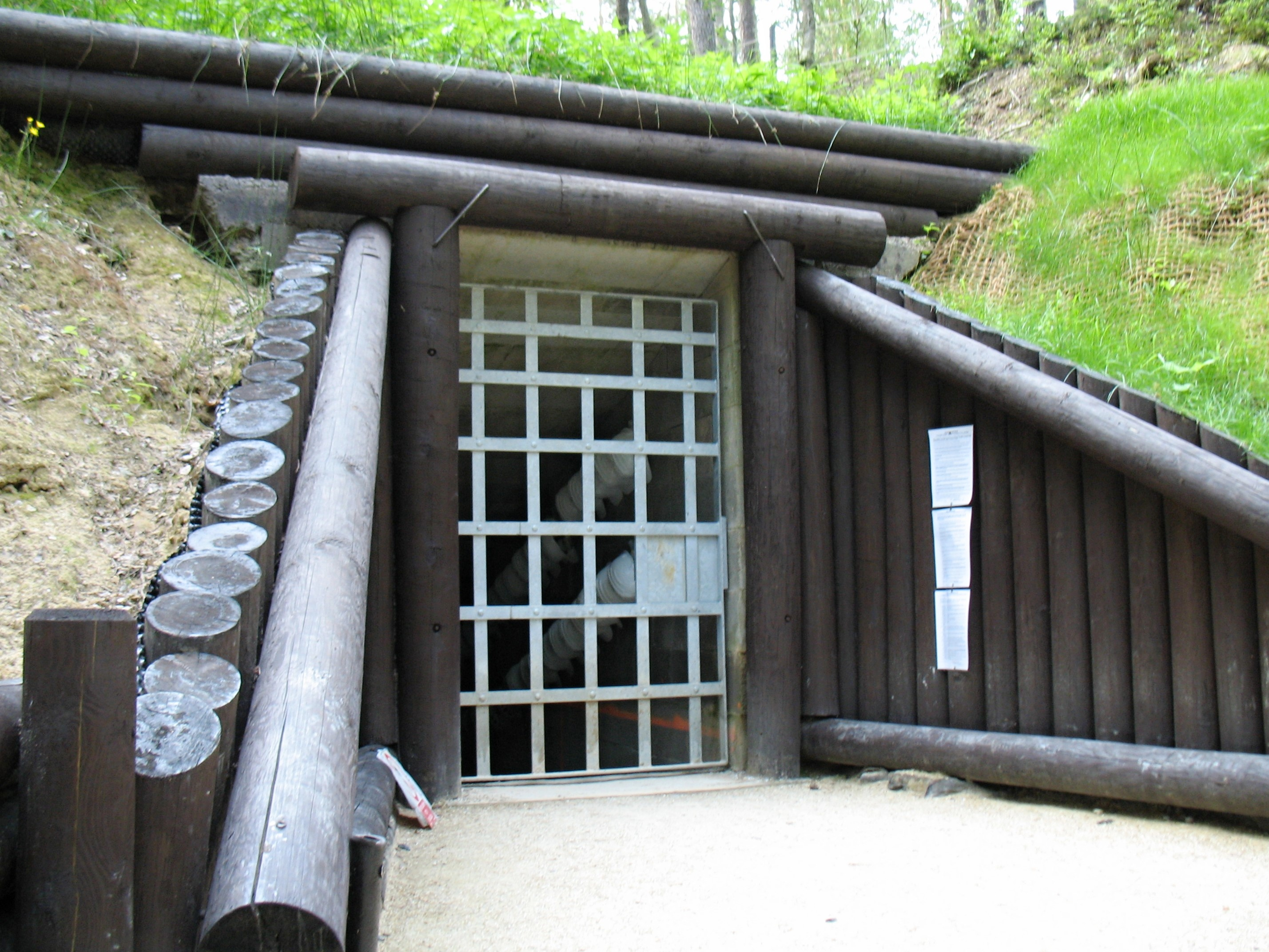
Vstup do dolu
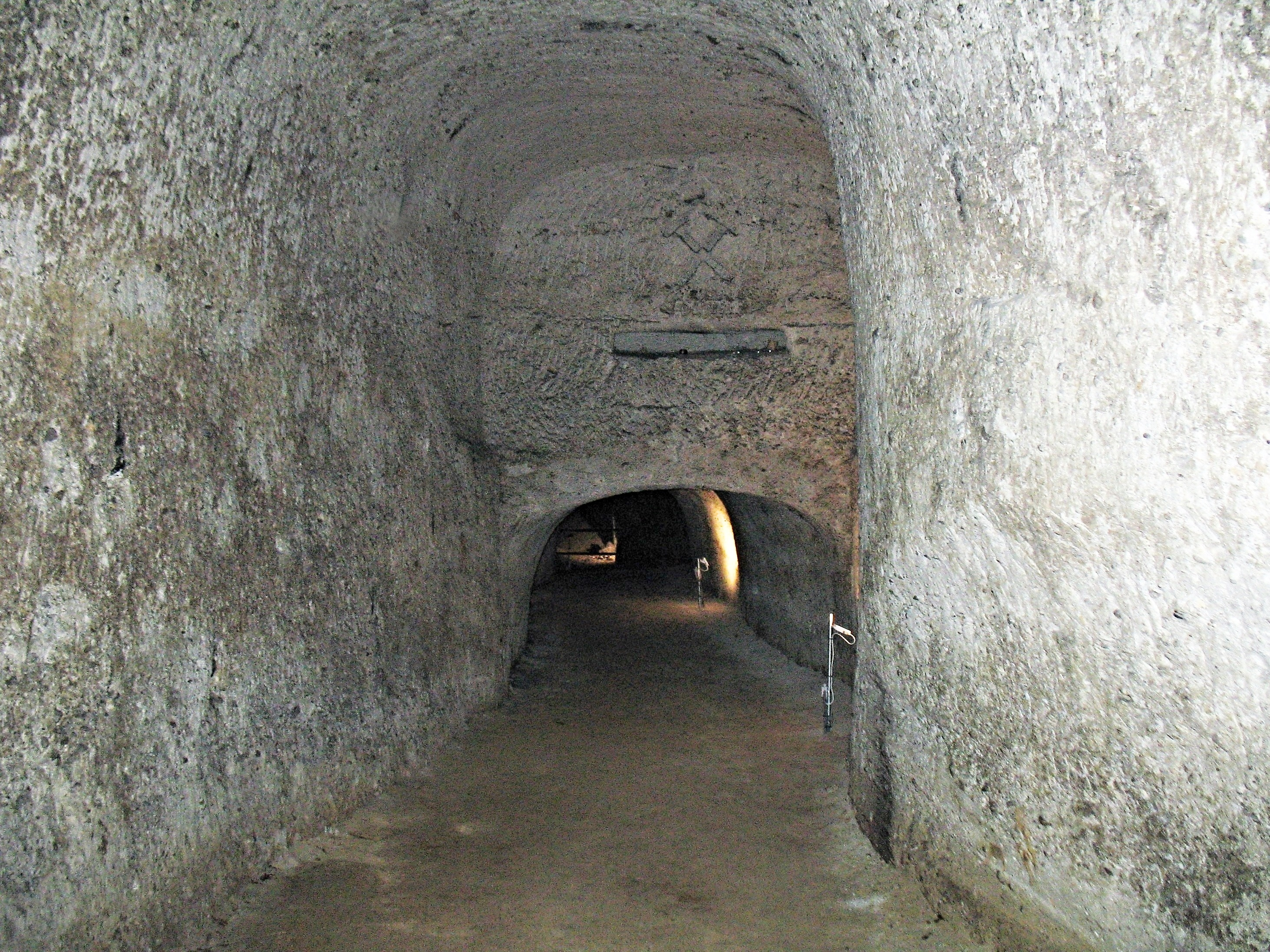
Znak s kladívky a letopočet "1891" v jedné z chodeb
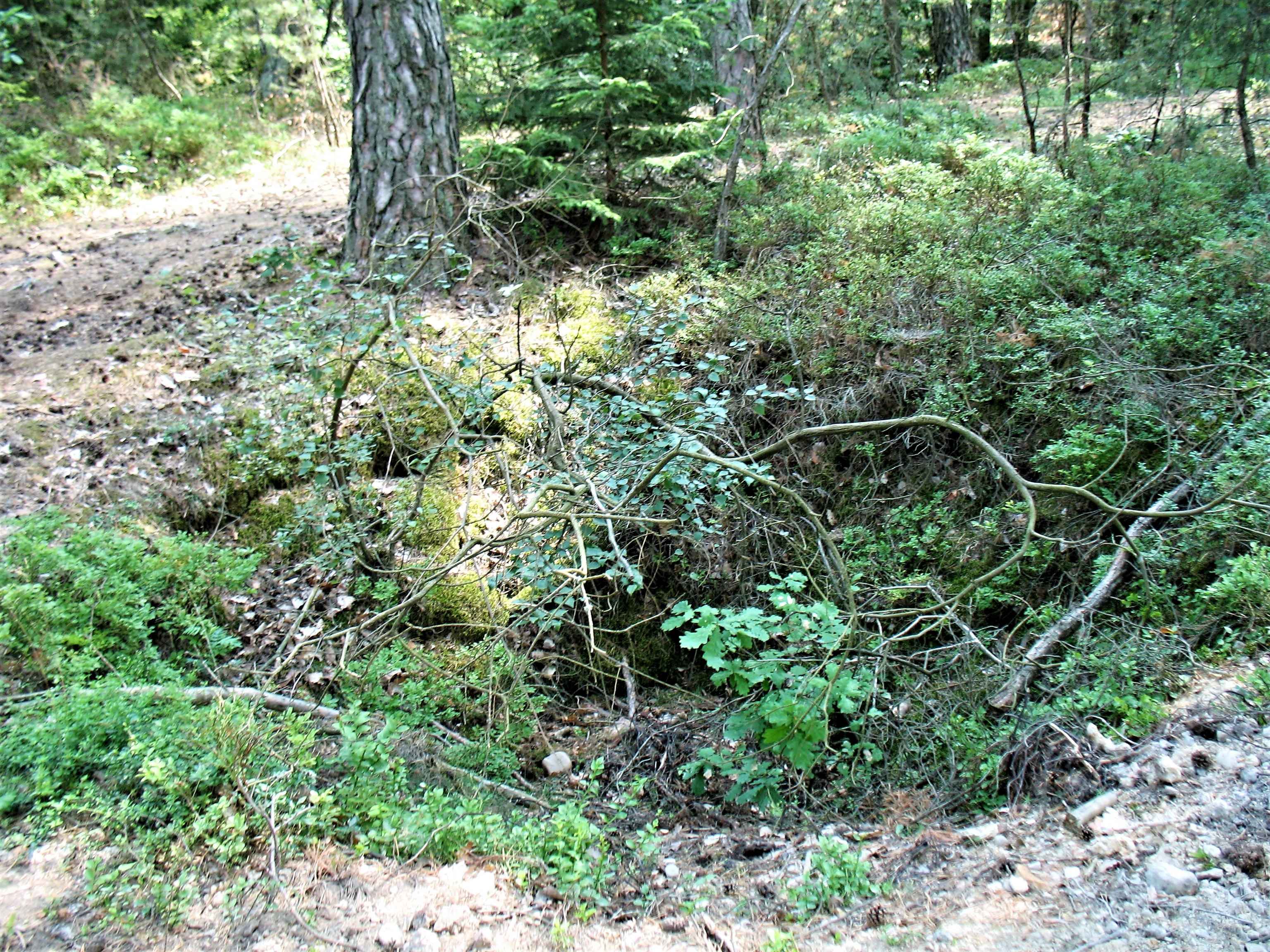
Propadliny v lese nad dolem
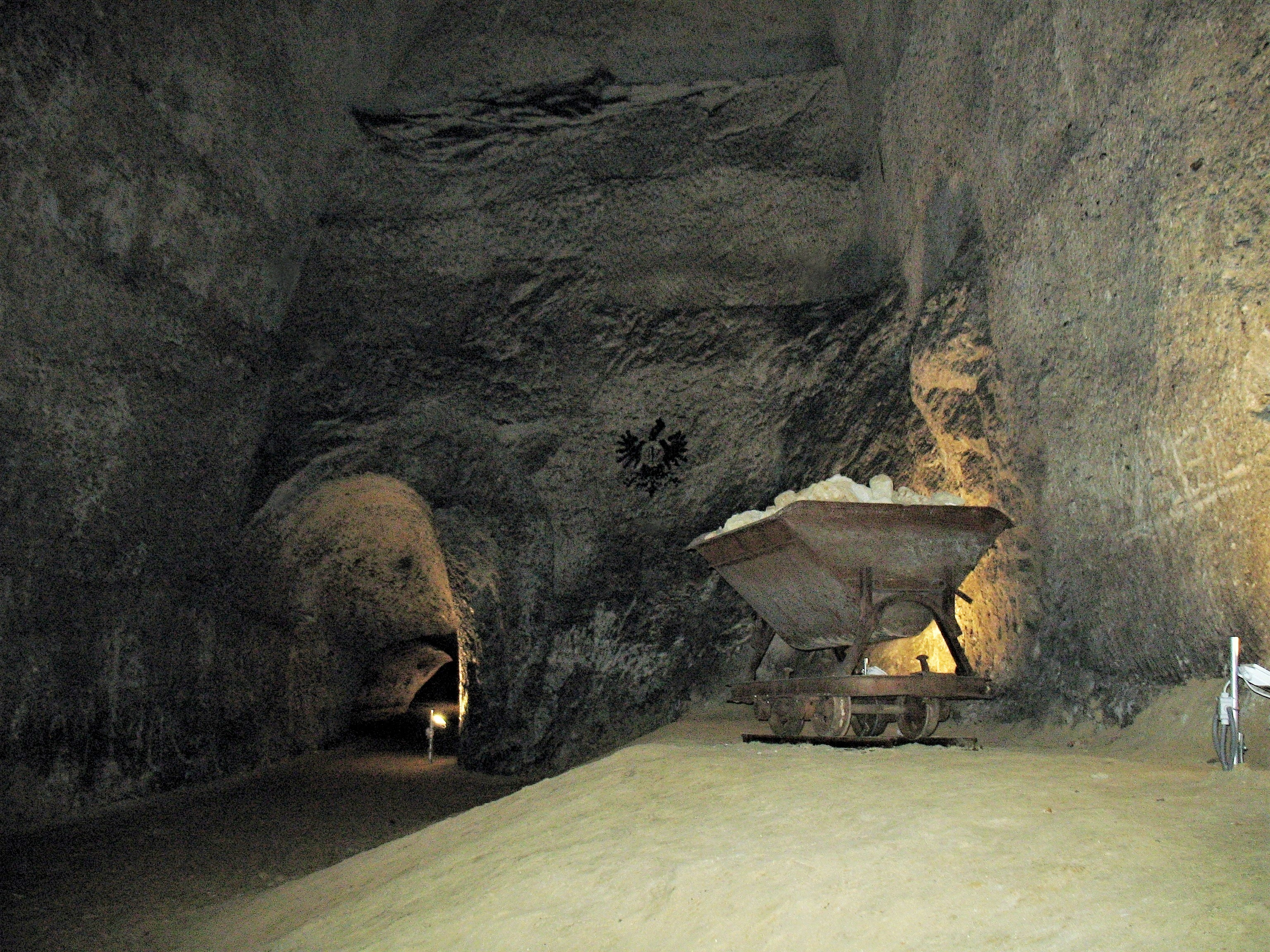
Po filmařích zůstal na stěně dolu znak černého kohouta
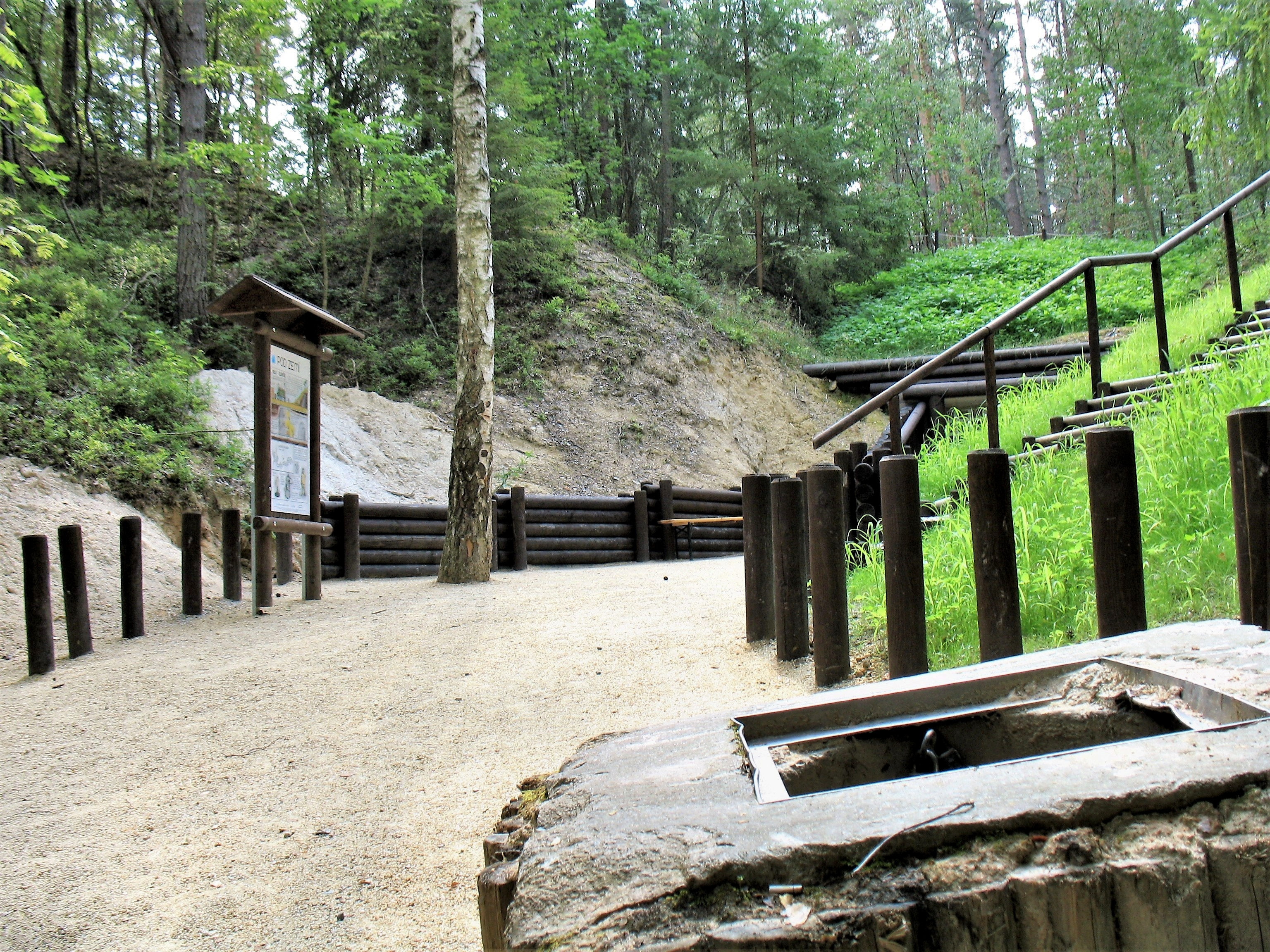
Prostor před dolem, v popředí bývalý vstupní průlez do dolu